# جورج هودجز نوكس
جورج هودجز نوكس (بالإنجليزية: George Hodges Knox)‏ هو مهندس كهربائي أسترالي، ولد في 17 ديسمبر 1885 في ملبورن في أستراليا، وتوفي في 11 يوليو 1960 في Ferntree Gully, Victoria ‏ في أستراليا.